# 草市镇 (清原县)
草市镇，是中华人民共和国辽宁省抚顺市清原满族自治县下辖的一个乡镇级行政单位。

## 行政区划
草市镇下辖以下地区：
草市社区、赵家街村、上甸子村、太平沟村、大窝棚村、二洼村、三道背村、关家街村、长兴村、草市村、粘泥岭村、水帘洞村、大板河村、双井沟村、小城子村、泡子沿村和东大道村。